# Cedar Creek (Arizona)
Cedar Creek es un lugar designado por el censo ubicado en el condado de Gila en el estado estadounidense de Arizona. En el Censo de 2010 tenía una población de 318 habitantes y una densidad poblacional de 7,21 personas por km².

## Geografía
Cedar Creek se encuentra ubicado en las coordenadas 33°53′29″N 110°11′45″O / 33.89139, -110.19583. Según la Oficina del Censo de los Estados Unidos, Cedar Creek tiene una superficie total de 44.12 km², de la cual 44.12 km² corresponden a tierra firme y (0%) 0 km² es agua.

## Demografía
Según el censo de 2010, había 318 personas residiendo en Cedar Creek. La densidad de población era de 7,21 hab./km². De los 318 habitantes, Cedar Creek estaba compuesto por el 3.46% blancos, el 0% eran afroamericanos, el 94.97% eran amerindios, el 0% eran asiáticos, el 0% eran isleños del Pacífico, el 0.31% eran de otras razas y el 1.26% pertenecían a dos o más razas. Del total de la población el 2.83% eran hispanos o latinos de cualquier raza.